# Grand Prix Formule 1 van Australië 2013
De Grand Prix Formule 1 van Australië 2013 werd gehouden op 17 maart 2013 op het Albert Park Street Circuit. Het was de eerste race van het kampioenschap.

## Wedstrijdverslag

### Achtergrond

#### DRS-systeem
Voor het DRS-systeem wordt, net zoals in 2012, één detectiepunt gebruikt na de veertiende bocht. Als een coureur hier binnen een seconde achter een andere coureur rijdt, mag hij zijn achtervleugel open zetten op het rechte stuk op start-finish en tussen de tweede en de derde bocht. Vanaf deze race mag het DRS-systeem alleen in deze zones gebruikt worden, tot 2012 mocht in de vrije trainingen en de kwalificatie onbeperkt DRS gebruikt worden.

### Kwalificatie
Het eerste deel van de kwalificatie werd een half uur uitgesteld vanwege zware regenbuien. Nadat dit deel, waarin veel coureurs van de baan gleden door de natte omstandigheden, was verreden begon het opnieuw hard te regenen in Melbourne. De aanvang van Q2 werd enkele malen uitgesteld met 20 minuten. Uiteindelijk besloot de wedstrijdleiding om Q2 en Q3 op de zondagochtend te laten rijden. Caterham-coureur Charles Pic slaagde erin Q1 niet in om zich binnen 107% van de snelste tijd te kwalificeren, maar van de stewards mocht hij de race wel starten.
Uiteindelijk behaalde Sebastian Vettel voor Red Bull de pole position, voor zijn teamgenoot Mark Webber. Lewis Hamilton kwalificeerde zich voor Mercedes als derde, voor de Ferrari's van Felipe Massa en Fernando Alonso en zijn teamgenoot Nico Rosberg. De Lotus-coureurs Kimi Räikkönen en Romain Grosjean kwalificeerden zich als zevende en achtste, voor de Force India van Paul di Resta en de McLaren van Jenson Button.

### Race
De race werd gewonnen door Kimi Räikkönen. Fernando Alonso en Sebastian Vettel gingen met hem mee naar het podium. Felipe Massa eindigde de race als vierde, voor Lewis Hamilton en Mark Webber. Adrian Sutil en zijn teamgenoot Paul di Resta eindigden als zevende en achtste. Jenson Button en Romain Grosjean verdeelden de laatste punten.
Sauber-coureur Nico Hülkenberg ging de race niet van start vanwege een probleem met het brandstofsysteem van zijn auto.

## Vrije trainingen
- Er wordt enkel de top 5 weergegeven.

| Vrije training 1 | Pos | No | Coureur          | Constructeur            | Tijd     |
| ---------------- | --- | -- | ---------------- | ----------------------- | -------- |
| Vrije training 1 | 1   | 1  | Sebastian Vettel | Red Bull Racing-Renault | 1:27.211 |
| Vrije training 1 | 2   | 4  | Felipe Massa     | Ferrari                 | 1:27.289 |
| Vrije training 1 | 3   | 3  | Fernando Alonso  | Ferrari                 | 1:27.547 |
| Vrije training 1 | 4   | 10 | Lewis Hamilton   | Mercedes                | 1:27.552 |
| Vrije training 1 | 5   | 2  | Mark Webber      | Red Bull Racing-Renault | 1:27.668 |
| Vrije training 2 | Pos | No | Coureur          | Constructeur            | Tijd     |
| Vrije training 2 | 1   | 1  | Sebastian Vettel | Red Bull Racing-Renault | 1:25.908 |
| Vrije training 2 | 2   | 2  | Mark Webber      | Red Bull Racing-Renault | 1:26.172 |
| Vrije training 2 | 3   | 9  | Nico Rosberg     | Mercedes                | 1:26.322 |
| Vrije training 2 | 4   | 7  | Kimi Räikkönen   | Lotus-Renault           | 1:26.361 |
| Vrije training 2 | 5   | 8  | Romain Grosjean  | Lotus-Renault           | 1:26.680 |
| Vrije training 3 | Pos | No | Coureur          | Constructeur            | Tijd     |
| Vrije training 3 | 1   | 8  | Romain Grosjean  | Lotus-Renault           | 1:26.929 |
| Vrije training 3 | 2   | 3  | Fernando Alonso  | Ferrari                 | 1:27.000 |
| Vrije training 3 | 3   | 4  | Felipe Massa     | Ferrari                 | 1:27.241 |
| Vrije training 3 | 4   | 14 | Paul di Resta    | Force India-Mercedes    | 1:27.533 |
| Vrije training 3 | 5   | 7  | Kimi Räikkönen   | Lotus-Renault           | 1:27.625 |

Testcoureurs: geen

## Kwalificatie
| Pos                 | No | Coureur             | Constructeur            | Q1       | Q2       | Q3       | Grid |
| ------------------- | -- | ------------------- | ----------------------- | -------- | -------- | -------- | ---- |
| 1                   | 1  | Sebastian Vettel    | Red Bull Racing-Renault | 1:44.657 | 1:36.745 | 1:27.407 | 1    |
| 2                   | 2  | Mark Webber         | Red Bull Racing-Renault | 1:44.472 | 1:36.542 | 1:27.827 | 2    |
| 3                   | 10 | Lewis Hamilton      | Mercedes                | 1:45.456 | 1:36.625 | 1:28.087 | 3    |
| 4                   | 4  | Felipe Massa        | Ferrari                 | 1:44.635 | 1:36.666 | 1:28.490 | 4    |
| 5                   | 3  | Fernando Alonso     | Ferrari                 | 1:43.850 | 1:36.691 | 1:28.493 | 5    |
| 6                   | 9  | Nico Rosberg        | Mercedes                | 1:43.380 | 1:36.194 | 1:28.523 | 6    |
| 7                   | 7  | Kimi Räikkönen      | Lotus-Renault           | 1:45.545 | 1:37.517 | 1:28.738 | 7    |
| 8                   | 8  | Romain Grosjean     | Lotus-Renault           | 1:44.284 | 1:37.641 | 1:29.013 | 8    |
| 9                   | 14 | Paul di Resta       | Force India-Mercedes    | 1:45.601 | 1:37.901 | 1:29.305 | 9    |
| 10                  | 5  | Jenson Button       | McLaren-Mercedes        | 1:44.688 | 1:36.644 | 1:30.357 | 10   |
| 11                  | 11 | Nico Hülkenberg     | Sauber-Ferrari          | 1:45.930 | 1:38.067 |          | 11   |
| 12                  | 15 | Adrian Sutil        | Force India-Mercedes    | 1:47.330 | 1:38.134 |          | 12   |
| 13                  | 18 | Jean-Éric Vergne    | STR-Ferrari             | 1:44.871 | 1:38.778 |          | 13   |
| 14                  | 19 | Daniel Ricciardo    | STR-Ferrari             | 1:46.450 | 1:39.042 |          | 14   |
| 15                  | 6  | Sergio Pérez        | McLaren-Mercedes        | 1:44.300 | 1:39.900 |          | 15   |
| 16                  | 17 | Valtteri Bottas     | Williams-Renault        | 1:47.328 | 1:40.290 |          | 16   |
| 17                  | 16 | Pastor Maldonado    | Williams-Renault        | 1:47.614 |          |          | 17   |
| 18                  | 12 | Esteban Gutiérrez   | Sauber-Ferrari          | 1:47.776 |          |          | 18   |
| 19                  | 22 | Jules Bianchi       | Marussia-Cosworth       | 1:48.147 |          |          | 19   |
| 20                  | 23 | Max Chilton         | Marussia-Cosworth       | 1:48.909 |          |          | 20   |
| 21                  | 21 | Giedo van der Garde | Caterham-Renault        | 1:49.519 |          |          | 21   |
| 107% tijd: 1:50.616 |    |                     |                         |          |          |          |      |
| 22                  | 20 | Charles Pic         | Caterham-Renault        | 1:50.626 |          |          | 22   |

## Race
| Pos | No | Coureur             | Constructeur            | Rondes | Tijd/Oorzaak uitval | Grid | Punten |
| --- | -- | ------------------- | ----------------------- | ------ | ------------------- | ---- | ------ |
| 1   | 7  | Kimi Räikkönen      | Lotus-Renault           | 58     | 1:30:03.225         | 7    | 25     |
| 2   | 3  | Fernando Alonso     | Ferrari                 | 58     | +12.451             | 5    | 18     |
| 3   | 1  | Sebastian Vettel    | Red Bull Racing-Renault | 58     | +22.346             | 1    | 15     |
| 4   | 4  | Felipe Massa        | Ferrari                 | 58     | +33.577             | 4    | 12     |
| 5   | 10 | Lewis Hamilton      | Mercedes                | 58     | +45.561             | 3    | 10     |
| 6   | 2  | Mark Webber         | Red Bull Racing-Renault | 58     | +46.800             | 2    | 8      |
| 7   | 15 | Adrian Sutil        | Force India-Mercedes    | 58     | +1:05.068           | 12   | 6      |
| 8   | 14 | Paul di Resta       | Force India-Mercedes    | 58     | +1:08.449           | 9    | 4      |
| 9   | 5  | Jenson Button       | McLaren-Mercedes        | 58     | +1:21.630           | 10   | 2      |
| 10  | 8  | Romain Grosjean     | Lotus-Renault           | 58     | +1:22.759           | 8    | 1      |
| 11  | 6  | Sergio Pérez        | McLaren-Mercedes        | 58     | +1:23.367           | 15   |        |
| 12  | 18 | Jean-Éric Vergne    | STR-Ferrari             | 58     | +1:23.857           | 13   |        |
| 13  | 12 | Esteban Gutiérrez   | Sauber-Ferrari          | 57     | +1 ronde            | 18   |        |
| 14  | 17 | Valtteri Bottas     | Williams-Renault        | 57     | +1 ronde            | 16   |        |
| 15  | 22 | Jules Bianchi       | Marussia-Cosworth       | 57     | +1 ronde            | 19   |        |
| 16  | 20 | Charles Pic         | Caterham-Renault        | 56     | +2 ronden           | 22   |        |
| 17  | 23 | Max Chilton         | Marussia-Cosworth       | 56     | +2 ronden           | 20   |        |
| 18  | 21 | Giedo van der Garde | Caterham-Renault        | 56     | +2 ronden           | 21   |        |
| DNF | 19 | Daniel Ricciardo    | STR-Ferrari             | 39     | Hydrauliek          | 14   |        |
| DNF | 9  | Nico Rosberg        | Mercedes                | 26     | Elektrisch          | 6    |        |
| DNF | 16 | Pastor Maldonado    | Williams-Renault        | 24     | Spin                | 17   |        |
| DNS | 11 | Nico Hülkenberg     | Sauber-Ferrari          | 0      | Brandstofsysteem    | 11   |        |

Eerste race: Esteban Gutierrez, Valtteri Bottas, Jules Bianchi, Max Chilton, Giedo van der Garde

## Standen na de Grand Prix
- Er wordt enkel de top 5 weergegeven.

| Positie | Nummer | Rijder           | Team                    | Punten |
| ------- | ------ | ---------------- | ----------------------- | ------ |
| 1       | 7      | Kimi Räikkönen   | Lotus-Renault           | 25     |
| 2       | 3      | Fernando Alonso  | Ferrari                 | 18     |
| 3       | 1      | Sebastian Vettel | Red Bull Racing-Renault | 15     |
| 4       | 4      | Felipe Massa     | Ferrari                 | 12     |
| 5       | 10     | Lewis Hamilton   | Mercedes                | 10     |

| Positie | Nummers | Team                    | Rijders                        | Punten |
| ------- | ------- | ----------------------- | ------------------------------ | ------ |
| 1       | 3 4     | Ferrari                 | Fernando Alonso Felipe Massa   | 30     |
| 2       | 7 8     | Lotus-Renault           | Kimi Räikkönen Romain Grosjean | 26     |
| 3       | 1 2     | Red Bull Racing-Renault | Sebastian Vettel Mark Webber   | 23     |
| 4       | 9 10    | Mercedes                | Nico Rosberg Lewis Hamilton    | 10     |
| 5       | 14 15   | Force India-Mercedes    | Paul di Resta Adrian Sutil     | 10     |

## Noot
- Dit was het debuut van de Mexicaanse coureur Estéban Gutiérrez, de Franse coureur Jules Bianchi, de Nederlandse coureur Giedo van der Garde, de Britse coureur Max Chilton en de Finse coureur (en toekomstig Grand Prix-winnaar) Valtteri Bottas.
- Eerste rondes als raceleider voor de Duitse coureur Adrian Sutil.